# Musculus stylohyoideus
Der Musculus stylohyoideus (lat. für „Griffelzungenbeinmuskel“) ist ein Skelettmuskel des Kopfes. Er hat seinen Ursprung am Griffelfortsatz (Processus styloideus) des Schläfenbeins und seinen Ansatz am Seitenrand des Zungenbeins. Er dient dazu, das Zungenbein zu fixieren und es beim Schluckakt mit anzuheben. Innerviert wird er durch den Ramus stylohyoideus, einem kleinen Ast des Nervus facialis. Er ist Teil der suprahyalen Muskulatur.
Der Musculus stylohyoideus begrenzt zusammen mit dem Musculus stylopharyngeus das Unterkieferdreieck (Trigonum submandibulare) nach hinten. Außerdem fixiert der Muskel nahe seinem Ansatz die Sehne zwischen den beiden Muskelbäuchen des Musculus digastricus am Zungenbein.